# Hans-Jürgen Teuteberg
Hans-Jürgen Teuteberg bzw. Hans Jürgen Teuteberg (* 18. Dezember 1929 in Düsseldorf; † 14. Februar 2015 in Münster) war ein deutscher Historiker.
Er war von 1974 bis 1995 Professor für Sozial- und Wirtschaftsgeschichte sowie Direktor des Historischen Seminars der Universität Münster. Als wichtiges Werk gilt sein erstes Buch, Geschichte der industriellen Mitbestimmung in Deutschland (1961), in dem er die Vorgänger des Betriebsverfassungsgesetzes und des Mitbestimmungsgesetzes rechtswissenschaftlich behandelte. Ein zweiter Schwerpunkt war die historische Ernährungsforschung in Deutschland.

## Leben und Wirken
Teuteberg absolvierte von 1949 bis 1951 ein Zeitungsvolontariat, anschließend war er freier Journalist in Hildesheim und Göttingen. Ab 1952 studierte er an der Universität Göttingen Neuere Geschichte, Volkswirtschaftslehre und Anglistik, außerdem Rechtsgeschichte und Soziologie; 1956 schloss er das Studium mit der Promotion zum Dr. phil. ab. Von 1956 bis 1962 war Teuteberg wissenschaftlicher Assistent der Sozialforschungsstelle an der Universität Münster, Abteilung Industrie- und Betriebssoziologie, in Dortmund; seine Aufgabe war die Redaktion der Zeitschrift Soziale Welt – Vierteljahrsschrift der Vereinigung sozialwissenschaftlicher Institute. Teuteberg war evangelisch und ab 1958 mit Erika geborene Schwarz verheiratet, mit der er zwei Kinder (Frank und Carsten) hatte. Im Jahr 1962 wurde er Studienleiter am „Institut für Wirtschafts- und Sozialpolitik Haus Rissen“ für Erwachsenenbildung in Hamburg. Von 1963 bis 1968 war er wissenschaftlicher Assistent am Lehrstuhl für Wirtschafts- und Sozialgeschichte der Universität Hamburg (Seminar für Sozialwissenschaft), es folgte die Ernennung zum Wissenschaftlichen Rat bzw. Oberrat. Von 1969 bis 1973 war Teuteberg als Universitätsdozent in Hamburg tätig. Schließlich wurde er 1974 zum ordentlichen Professor für Neuere und Neueste Sozial- und Wirtschaftsgeschichte der Universität Münster (WWU) berufen, zugleich wurde er Direktor des Historischen Seminars. Diesen Lehrstuhl behielt er bis zu seiner Emeritierung 1995. Ab 1991 war Teuteberg für vier Semester Dekan der Philosophischen Fakultät.
Teuteberg war in zahlreichen Gremien aktiv. Von 1976 bis 1982 war er Mitglied des Kuratoriums und des wissenschaftlichen Beirates des Instituts für vergleichende Städtegeschichte an der WWU Münster. Im Sonderforschungsbereich (SFB) der WWU Münster war er Koordinator des Projektbereichs „Urbanisierung“, von 1983 bis 1989 leitender SFB-Sprecher. 1977 wurde er zum Mitglied des Präsidiums der Deutschen Gesellschaft für Ernährung (DGE) berufen, hier war er Leiter der Abteilung „Ernährung und Sozialwissenschaften“. 1980 erfolgte die Wahl zum ordentlichen Mitglied der Historischen Kommission für Westfalen (seit 2006 korrespondierendes Mitglied); ebenfalls 1980 die Wahl in den Beirat der Zeitschrift Unternehmensgeschichte. Von der Deutschen Forschungsgemeinschaft wurde er zum Prüfer (später Hauptgutachter) für das Fach Wirtschafts- und Sozialgeschichte ernannt. 1987 wurde er Mitglied der britischen Economic History Society, 1988 Mitglied des wissenschaftlichen Beirates der Stiftung Westfälisches Wirtschaftsarchiv bei der Industrie- und Handelskammer zu Dortmund. 1994 wurde Teuteberg in den wissenschaftlichen Beirat der Prager wirtschafts- und sozialhistorischen Mitteilungen des Instituts für Wirtschafts- und Sozialgeschichte der Karls-Universität Prag berufen, 1997 Mitglied des Beirats der wissenschaftlichen Zeitschrift Voyage zur Erforschung des modernen Tourismus.
1977 absolvierte er ein Forschungssemester am Center for Regional Economic History, Eleutherian Mill Hagley Foundation in Wilmington (Delaware), USA. 1983 war er für drei Monate Gastdozent an der Universität Nagasaki (Japan), 1985 hatte er eine sechsmonatige DAAD-Gastdozentur an der Nankai-Universität in Tientsin/China inne. Nach der Emeritierung folgten im Jahr 1996 eine dreimonatige Gastdozentur an der privaten Senshu University in Japan sowie 2000/2001 eine sechsmonatige Gastprofessur am Institut für europäische Ethnologie der Universität Innsbruck.
Teuteberg war an der Gründung mehrerer Vereine beteiligt: 1977 erfolgte die Gründung der „Arbeitsgemeinschaft Ernährungsverhalten“ e. V. (AGEV) in Münster, deren Vorsitzender und Tagungsleiter er jahrelang war. Nach Gründung der International Commission for Research into European Food History (ICREFH) 1989 war Teuteberg ihr erster Präsident. 1991 erfolgte die Gründung des Arbeitskreises für Verkehrsgeschichte der Deutschen Verkehrswissenschaftlichen Gesellschaft, in der er den Vorsitz übernahm. 1994 wurde er zum Vorstandsvorsitzenden des Internationalen Arbeitskreises für Kulturforschung des Essens an der Universität Bayreuth in Verbindung mit der Dr. Rainer Wild-Stiftung in Heidelberg gewählt. 2006 gründete Teuteberg den vierteljährlich tagenden privaten Debattier-Club „Zeitzeugen über 65“ für emeritierte Professoren aus sechs verschiedenen Fächern der Universität Münster und dem Ehrenpräsidenten des Zentralverbands des deutschen Handwerks Paul Schnitker. Auch in diesem Club übernahm er die Leitung.

## Schriften (Auswahl)
Monographien
- Geschichte der industriellen Mitbestimmung in Deutschland. Ursprung und Entwicklung ihrer Vorläufer im Denken und in der Wirklichkeit des 19. Jahrhunderts (= Soziale Forschung und Praxis. Bd. 15). Mohr (Siebeck), Tübingen 1961.
- Studien zur Volksernährung unter sozial- und wirtschaftsgeschichtlichen Aspekten. In: Hans Jürgen Teuteberg, Günter Wiegelmann (Hrsg.): Der Wandel der Nahrungsgewohnheiten unter dem Einfluß der Industrialisierung (= Studien zum Wandel von Gesellschaft und Bildung im neunzehnten Jahrhundert. Band 3). Vandenhoeck & Ruprecht, Göttingen 1972, S. 21–221.
- Die deutsche Landwirtschaft beim Eintritt in die Phase der Hochindustrialisierung. Typische Strukturmerkmale ihrer Leistungssteigerung im Spiegel der zeitgenössischen Statistik Georg von Viebahns um 1860 (= Kölner Vorträge und Abhandlungen zur Sozial- und Wirtschaftsgeschichte. Bd. 28, ZDB-ID 741664-7). Selbstverlag Forschungsinstitut für Sozial- und Wirtschaftsgeschichte an der Universität zu Köln, Köln 1977.
- mit Antoni Ma̜czak (Hrsg.): Reiseberichte als Quellen europäischer Kulturgeschichte. Aufgaben und Möglichkeiten historischer Reiseforschung (= Wolfenbütteler Forschungen. Bd. 21). Herzog-August-Bibliothek, Wolfenbüttel 1982.
- Urbanisierung im 19. und 20. Jahrhundert. Historische und geographische Aspekte. Böhlau, Köln/Wien 1982.
- mit Clemens Wischermann: Wohnalltag in Deutschland. 1850–1914. Bilder – Daten – Dokumente (= Studien zur Geschichte des Alltags. Bd. 3). Coppenrath, Münster 1985 ISBN 3-88547-277-5.
- mit Günter Wiegelmann: Unsere tägliche Kost. Geschichte und regionale Prägung (= Studien zur Geschichte des Alltags. Bd. 6). 2. Auflage. Coppenrath, Münster 1986, ISBN 3-88547-279-1.
- Der Verzehr von Nahrungsmitteln in Deutschland pro Kopf und Jahr seit Beginn der Industrialisierung (1850–1975) – Versuch einer quantitativen Langzeitanalyse. Universitäts- und Landesbibliothek Münster. 1988, ISBN 3-88547-279-1
- Die Rolle des Fleischextrakts für die Ernährungswissenschaften und den Aufstieg der Suppenindustrie. Kleine Geschichte der Fleischbrühe (= Zeitschrift für Unternehmensgeschichte. Beiheft. 70). Steiner, Stuttgart 1990, ISBN 3-515-05714-5.
- Bischof + Klein 1892–1992. Jahrhundertbilanz eines westfälischen Verpackungsunternehmens. Bischof + Klein GmbH & Co, Lengerich 1992 (Digitalisat (PDF; 32,343 MB)).
- Die westmünsterländische Textilindustrie und ihre Unternehmer. Aschendorff, Münster 1996, ISBN 3-402-06752-8.
- Auf steter Suche nach der neuen Mitte. Handwerk im zwanzigsten Jahrhundert. Eine Jubiläumsschrift. Herausgegeben von der Handwerkskammer Osnabrück-Emsland zu ihrem einhundertjährigen Bestehen. Rasch, Bramsche 2000, ISBN 3-934005-57-8.

Herausgeberschaften
- mit Günter Wiegelmann: Der Wandel der Nahrungsgewohnheiten unter dem Einfluß der Industrialisierung (= Studien zum Wandel von Gesellschaft und Bildung im neunzehnten Jahrhundert. Bd. 3, ZDB-ID 120257-1). Vandenhoeck & Ruprecht, Göttingen 1974 (Digitalisat).
- mit Antoni Maczak: Ernährungsfehlverhalten im Wohlstand. Ergebnisse einer empirisch-soziologischen Untersuchung in heutigen Familienhaushalten. Schöningh, Paderborn 1979, ISBN 3-506-76110-2.
- mit Peter Borscheid: Ehe, Liebe, Tod. Zum Wandel der Familie, der Geschlechts- und Generationsbeziehungen in der Neuzeit (= Studien zur Geschichte des Alltags. Bd. 1). Münster 1983.
- Durchbruch zum modernen Massenkonsum. Lebensmittelmärkte und Lebensmittelqualität im Städtewachstum des Industriezeitalters (= Studien zur Geschichte des Alltags. Bd. 8). F. Coppenrath Verlag, Münster 1987, ISBN 3-88547-280-5.
- Materialien zur Bevölkerungsgeschichte Münsters. 1816–1945 (= Oberstadtdirektor der Stadt Münster. Statistisches Amt. Beiträge zur Statistik. Nr. 59, ZDB-ID 1065015-5). Oberstadtdirektor der Stadt Münster – Statistisches Amt, Münster 1993.
- Alltagsleben eines niedersächsischen Bauernsohnes vom späten Kaiserreich zur frühen Bundesrepublik. Autobiographische kulturhistorische Notizen. Museumsdorf Cloppenburg, Cloppenburg 2014.